# Wrangle
Wrangle is een civil parish in het bestuurlijke gebied Boston, in het Engelse graafschap Lincolnshire. In 2001 telde het civil parish 1265 inwoners. Wrangle komt in het Domesday Book (1086) voor als 'Weranghe' / 'Werangle'.